# Stenotalis
Stenotalis  es un género monotípico de plantas herbáceas perteneciente a la familia Restionaceae. Su única especie: Stenotalis ramosissima (Gilg) B.G.Briggs & L.A.S.Johnson, Telopea 7: 369 (1998), es originaria del sudoeste de Australia.

## Sinonimia
- Hypolaena ramosissima Gilg, Bot. Jahrb. Syst. 35: 98 (1904).[1]